# 집단안전보장
집단안전보장(集團安全保障, 영어: collective security 콜렉티브 시큐리티[*])은 여러 국가들이 협력하여 국가의 안전을 꾀하는 제도이다. 집단안전보장은 국제법상 특수한 의미를 갖고 있다. 특수한 의미에서의 집단안전보장체제가 역사상 처음으로 현실화된 것은 제1차 세계 대전 후의 국제 연맹이었다. 안전보장을 개별적 안전보장과 집단적 안전보장으로 나눈다고 하면 국제연맹 이전에는 주로 개별적인 안전보장만이 알려지고 있었다.

## 역사
개별적인 안전보장이란 군비(軍備)의 강화나 군사동맹의 체결 등으로 가상적군(假想敵軍)에 대항하는 군사력을 유지하려는 방법이다. 그러나 이 방법은 모든 나라에 동시에 유효한 안전보장이 될 수가 없다. 한 나라가 군사력을 증강하여 안전감을 높이면 높일수록 다른 나라들은 그만큼 불안감이 더해질 것이기 때문이다. 이렇게 일방에서의 군사력의 증강이나 동맹의 형성은 필연적으로 다른 편의 군사력의 증강이나 반대동맹(反對同盟)의 형성을 유발하고, 그 결과는 무한한 군비경쟁을 초래하고, 국제긴장을 격화시키게 된다. 제1차 세계대전은 이를 실증했으며, 전후의 국제사회에 집단안전보장이라는 새로운 관념을 낳게 하는 조건을 부여했다.

## 요소
집단안전보장에는 다음 두 가지 요소가 포함된다.
1. 국제사회 전체 또는 일정한 국가집단 안에서 거기에 속하는 각국이 서로 전쟁이나 무력의 행사를 포기할 것을 약정하는 것이다.
2. 이 약속과는 달리 전쟁이나 무력행사에 호소하는 나라가 있을 때에는 집단적으로 다른 각국이 협력하여 피해국을 원조하여 침략국에 대항할 것을 약정하는 것이다.

이렇게 하여 침략에 대한 생각을 포기하도록 하여 집단 내의 안전을 서로 보장하는 것을 생각할 수 있다. 이와 같이 집단안전보장은 집단의 외부에 대항하는 성질의 것이 아니라, 집단내부에 있어서의 상호보장이라는 점에 특징이 있다.

## 적용
유엔 헌장에서 집단적 안전보장 체제의 구조에 대하여 열거하고 있다. 특히 헌장 제1장 1조, 헌장 제5장 24.25조, 헌장 제7장의 39, 40, 41, 42, 43, 51조에서 집단 안전보장 및 이에 대한 강제조치, 자위권, 의무 및 권리에 대하여 명시한다.
 The Purposes of the United Nations are:

To maintain international peace and security, and to that end: to take effective collective measures for the prevention and removal of threats to the peace, and for the suppression of acts of aggression or other breaches of the peace, and to bring about by peaceful means, and in conformity with the principles of justice and international law, adjustment or settlement of international disputes or situations which might lead to a breach of the peace;
 
제 1 장
목적과 원칙
제 1 조
국제연합의 목적은 다음과 같다.
1. 국제평화와 안전을 유지하고, 이를 위하여 평화에 대한 위협의 방지ㆍ제거 그리고 침략행위
또는 기타 평화의 파괴를 진압하기 위한 유효한 집단적 조치를 취하고 평화의 파괴로 이를 우려가 있는
국제적 분쟁이나 사태의 조정·해결을 평화적 수단에 의하여 또한 정의와 국제법의 원칙에 따라 실현한다.
 — 《유엔 헌장 제1장 1조
이러한 유엔 헌장의 개념을 같게 적용하여 북대서양 조약 기구의 북대서양 조약에도 집단적 안보 보장에 대한 내용이 명시되어 있다.
 Article 5

“The Parties agree that an armed attack against one or more of them in Europe or North America shall be considered an attack against them all and consequently they agree that, if such an armed attack occurs, each of them, in exercise of the right of individual or collective self-defence recognized by Article 51 of the Charter of the United Nations, will assist the Party or Parties so attacked by taking forthwith, individually and in concert with the other Parties, such action as it deems necessary, including the use of armed force, to restore and maintain the security of the North Atlantic area.
Any such armed attack and all measures taken as a result thereof shall immediately be reported to the Security Council. Such measures shall be terminated when the Security Council has taken the measures necessary to restore and maintain international peace and security.”
 
제5조 체약국(締約國)은 구주(歐洲) 혹은 북미(北美)의 하나 또는 둘 이상의 체약국(締約國)에 대한 무력(武力) 공격(攻擊)을 전체약국(全締約國)에 대한 공격(攻擊)으로 간주(看做)하는데 동의(同意)한다. 따라서 체약국(締約國)은 그러한 무력공격(武力攻擊)이 있을 때는 각체약국(各締約國)이 국제련합헌장(國際聯合憲章) 제(第)51조(條)의 규정(規定)에 의해서 인정된 개별적(個別的) 또는 집단적(集團的) 자위권을 행사(行使)하여 개별적(個別的) 또는 타 체약국(締約國)과 공동(共同)으로 북대서양지역(北大西洋地域)의 안전(安全)을 회복하고 유지(維持)하기 위해 필요하다고 인정되는 행동(병력의 사용을 포함하는)을 즉시 취함으로써 공격(攻擊)을 받은 체약국(締約國)을 원조(援助)한다는데 동의(同意)한다.
 — 《북대서양 조약 제5조

## 한계
집단안전보장은 개별적인 안전보장의 결점을 극복하기 위하여 구상한 체제이나, 그 자체에 대단히 곤란한 문제점을 가지고 있다. 특히 대국(大國) 간의 무력충돌의 경우나, 어떤 사태에 대하여 대국의 견해에 차이가 있을 경우에는, 집단안전보장이 그 기능을 수행해 나갈 여지가 극히 적어지는 것은 부정할 수 없다. 분쟁의 평화적 해결, 군비 폐지 또는 축소로 이끌어 가지 않으며, 국제평화의 유지에 효과적인 역할을 기대할 수 없을 것이다.
집단안전보장이 그 기능을 제대로 다 해 나가기가 어려운 상황은 집단방위조약, 즉 군사 동맹에 의한 세계의 블록화에 의하여 더욱 박차가 가해지고 있다. 따라서 어떤 군사동맹에도 관여하지 않는 비동맹정책, 중립주의가 이러한 대립의 완화를 위해 수행하는 역할을 과소 평가할 수는 없다고 생각한다.

## 같이 보기
- 군사동맹 목록
- 제1차 세계 대전
- 제2차 세계 대전
- 러불 동맹
- 삼국 동맹 (1882년)
- 방공 협정
- 프랑스-소련 상호원조조약
- 동남아시아 조약 기구
- 자위권

## 참고 문헌
- 이 문서에는 다음커뮤니케이션(현 카카오)에서 GFDL 또는 CC-SA 라이선스로 배포한 글로벌 세계대백과사전의 내용을 기초로 작성된 글이 포함되어 있습니다.